# Estación Ipiña
Estación Ipiña är en ort i Mexiko.   Den ligger i kommunen Ahualulco och delstaten San Luis Potosí, i den centrala delen av landet, 400 km nordväst om huvudstaden Mexico City. Estación Ipiña ligger 2 134 meter över havet och antalet invånare är 310.
Terrängen runt Estación Ipiña är platt åt sydväst, men åt nordost är den kuperad. Runt Estación Ipiña är det ganska glesbefolkat, med 36 invånare per kvadratkilometer. Närmaste större samhälle är Ahualulco, 15,1 km sydost om Estación Ipiña. Omgivningarna runt Estación Ipiña är i huvudsak ett öppet busklandskap.